# Côte des Mégalithes
La côte des Mégalithes est une portion du littoral français situé dans le département du Morbihan. Elle s'étend de l'embouchure du Blavet jusqu'au confins de la presqu'île de Rhuys fermant le golfe du Morbihan.
Elle se compose des communes littorales de : Plouhinec, Étel, Erdeven, Saint-Pierre-Quiberon, Quiberon, Carnac, La Trinité-sur-Mer, Locmariaquer, Arzon, Saint-Gildas-de-Rhuys, Le Tour-du-Parc, Damgan.

## Principaux lieux remarquables
- Conservatoire du Littoral :
  - Petite mer de Gâvres
  - Dune du Mat Fenoux[2]
  - Rivière d'Étel
  - Côte sauvage [3]
  - Les Pierres Plates [4]
- Les îles :
  - Groix,
  - Belle-Île-en-Mer,
  - Houat,
  - Hœdic

### Débat au sujet du nom de côte des Mégalithes
Avec le développement du tourisme balnéaire à partir de la seconde moitié du XIXe siècle, il est d'usage d'attribuer des choronymes aux étendues côtières investies par ce tourisme en Europe occidentale. La côte des Mégalithes s'inscrit dans ce contexte et tire son nom des vestiges mégalithiques présents à proximité dans les terres. 
Cette appellation concerne aussi restrictivement la région de Carnac-Erdeven, définit entre la baie de Plouharnel et la rivière de Crac'h  mais n'englobe pas la rivale en notoriété qu'est Quiberon misant sur le potentiel de sa côte sauvage. Cette compétition balnéaire explique que l'expression Côte des Mégalithes reste peu usitée par rapport à celle de côte sauvage, Quiberon disposant de moyens financiers qui lui permet d'en faire un outil de promotion touristique.